# Men Universe Model 2016
Men Universe Model 2016 foi a 9ª edição do tradicional concurso de beleza masculino intitulado Men Universe Model. Estiveram presentes trinta postulantes ao título internacional  competindo entre os dias oito e quinze de julho na cidade de Punta Cana, na República Dominicana. O vencedor do ano passado, o holandês Rogier Warnawa passou a faixa para seu sucessor no final do evento. O concurso foi transmitido ao vivo para todo o mundo via You Tube.

## Resultados

### Colocações
| Posição                 | País e Candidato |
| Vencedor                | - Panamá - Marlon Polo |
| 2º. Lugar               | - Venezuela - Luís Báez |
| 3º. Lugar               | - República Dominicana - Victor Manuel |
| 4º. Lugar               | - Porto Rico - Michael Chevérez |
| 5º. Lugar               | - Colombia - Oswaldo Ramos |
| 6º. Lugar               | - Polônia - Adrian Krżyzański |
| (TOP 12) Semifinalistas | - Argentina - Alfredo Parada - Bélgica - Hamidoe Galsene - Curaçao - Quinton Martina - França - Julien Celette - Nicarágua - Yader Jarquín - Peru - Israel Boucher |

### Prêmios Especiais
- O concurso distribuiu os seguintes prêmios este ano:

| Prêmio              | País e Candidato         |
| Mister Simpatia     | - Equador - David Manzoh |
| Mister Fotogenia    | - Brasil - Breno Ruis    |
| Melhor Passarela    | - Brasil - Breno Ruis    |
| Melhor Traje Típico | - Panamá - Marlon Polo   |
| Melhor Corpo        | - Venezuela - Luís Báez  |

### Ordem dos Anúncios

#### Top 12
1. Venezuela
2. Peru
3. Colômbia
4. Panamá
5. Argentina
6. Bélgica
7. República Dominicana
8. França
9. Polônia
10. Curaçao
11. Nicarágua
12. Porto Rico

## Candidatos
Os aspirantes ao título deste ano:
| - África do Sul - Marvin Feghouli - Albânia - - Argentina - Alfredo Parada - Bélgica - Hamidoe Galsene - Bolívia - Giovanny Roca - Brasil - Breno Ruis - Colômbia - Oswaldo Ramos - Costa Rica - Andrés Segura - Curaçao - Quinton Martina - Equador - David Manzoh | - Estados Unidos - John Page - Filipinas - Hermes Bautista - França - Julien Celette - Haiti - Kelly Ricardo - Holanda - Jason Rome - Ilha de Margarita - Florentino Rodríguez - Ilha Saona - Juan Peña - Índia - Himanshu Shailey - México - Sergio Montesinos - Nicarágua - Yader Jarquín | - Panamá - Marlon Polo - Paraguai - Joaquín Ribera - Peru - Israel Boucher - Polônia - Adrian Krżyzański - Porto Rico - Michael Chevérez - República Checa - David Šváb - República Dominicana - Victor Manuel - Riviera Maya - Gustavo Castrejon - Uruguai - Luhan Ortíz - Venezuela - Luís Báez |  |

## Histórico

### Desistências
- El Salvador - Marcos Chávez
- Indonésia - Damian Chandra
- Malta - Kyle Darmanin
- Nigéria - Mueyiwa Omatsola
- Turquia - Cemal Bilge